# Viviendo entre bestias prehistóricas
'Viviendo entre bestias prehistóricas'  es un documental de dos partes miniserie de televisión  que se estrenaron el 9 de febrero de 2003 sobre la Discovery Channel. El programa ofrecido temprana historia de la humanidad  y los desafíos que enfrenta humanos hace miles de años. También cuenta con ejemplos de animales tales como: mamut lanudo,  Megantereon , bisonte americano, oso de las cavernas y  alce irlandés ( Megaloceros giganteus ). El primer episodio se llama "cazar o ser cazado" y el segundo llamado "El dominio de las bestias."

## Episodios

### Episodio 1 -  Presa o Cazador
Este episodio muestra cómo los seres humanos comenzaron como presa de otros animales como gatos dientes de sable. Representa a un tigre dientes de sable matando a un calicotérido y dejando los restos del cadáver, nuestros antepasados que intentan robar los restos del Félido y uno del grupo que muere como el diente de sable los detecte. También muestra cómo descubrimos herramientas y nos hizo uso de la piedra afilada. Más tarde, el espectáculo mostró cómo a medida que creció más inteligente, que hemos sido capaces de devolver la pelota a las bestias.
- Homo ergaster

- Megantereon
- Ancylotherium
- Homo erectus
- Megaloceros
- Homo neanderthalensis
- bisonte estepario
- Cromagnon

### Episodio 2 - El dominio de las bestias
Se lleva a cabo durante la Edad de Hielo, que muestra cómo el hombre de Cromagnon y los humanos modernos se han convertido en la especie dominante y la forma en que cazaba animales como mamuts, alces irlandeses y bisontes. Sin embargo amenazas incluyen osos de las cavernas gigantes y lobos. Muerte en la tundra era común y la supervivencia de nuestros antepasados deben ser capaces de adaptarse al cambio, tales como el calentamiento de la tierra al final de la última edad de hielo, algo que la mayoría de las bestias gigantes no podían hacer, y por lo tanto extinción sufrido.
- Cromagnon
- Oso de las cavernas
- Uro
- Mamut lanudo
- Canis lupus albus
- Paleoamericano
- Megalonyx
- Homo sapiens
- bisonte americano
- Smilodon  (Tachado)